# Gonaepa actinis
Gonaepa actinis är en fjärilsart som beskrevs av Walsingham 1915. Gonaepa actinis ingår i släktet Gonaepa och familjen stävmalar. Inga underarter finns listade i Catalogue of Life.